# ニック・グリーン (内野手)
ニコラス・アンソニー・グリーン（Nicholas Anthony Green, 1978年9月10日 - ）は、アメリカ合衆国フロリダ州ペンサコーラ出身の元プロ野球選手（内野手）。右投右打。

## 経歴

### プロ入りとブレーブス時代
1998年のMLBドラフトでアトランタ・ブレーブスから32巡目指名を受け、入団。
2004年5月15日のミルウォーキー・ブルワーズ戦で、メジャーデビューを果たした。ブルックス・キーシュニックからメジャー初安打を記録した。7月2日のボストン・レッドソックス戦で延長の12回に、メジャー初本塁打を記録した。この年のディビジョンシリーズに出場している。

### デビルレイズ時代
2005年に、ホルヘ・ソーサとのトレードでタンパベイ・デビルレイズへ移籍した。111試合に出場した。
2006年は、デビルレイズでは、僅か17試合の出場となった。5月17日にDFAとなった。

### ヤンキース時代
2006年5月24日に金銭トレードでニューヨーク・ヤンキースへ移籍し、傘下のAAA級コロンバス・クリッパーズへ異動となった。7月2日にメジャーに昇格した。オフの10月17日にFAとなった。

### パイレーツ傘下時代
2007年は、ピッツバーグ・パイレーツとマイナー契約を結び、傘下のAAA級インディアナポリス・インディアンスでプレーしていた。

### マリナーズ時代
2007年6月20日にシアトル・マリナーズへトレードされ、傘下のAAA級タコマ・レイニアーズへ異動した。9月4日にメジャーに昇格した。

### ヤンキース傘下時代
2008年は、ヤンキース傘下のAAA級スクラントン・ウィルクスバリ・ヤンキースでプレーした。

### レッドソックス時代
2009年は、ボストン・レッドソックスとマイナー契約を結んだ。スプリングトレーニングには、招待選手として出場した。ここで、好成績を残した。この事から、開幕前に、メジャー契約を結び、開幕ロースターに名を連ねた。この年は、一時期フリオ・ルーゴとジェド・ラウリーが共にDL入りしていた事から正遊撃手として出場していた。彼らの復帰後は、8月14日にアレックス・ゴンザレス加入まで交互に起用された。
2009年8月27日のシカゴ・ホワイトソックス戦で、自身初めて投手を経験した。

### ドジャース時代
2010年1月11日にロサンゼルス・ドジャースとマイナー契約を結んだ。開幕を傘下のAAA級アルバカーキ・アイソトープスで迎えた。5月4日にラファエル・ファーカルのDL入りに伴ってメジャーに昇格した。5月28日にDFAとなり、AAAに降格した後、6月16日に解雇された。

### ブルージェイズ時代
2010年6月18日にトロント・ブルージェイズとマイナー契約を結んだ。

### パドレス傘下時代
2010年7月23日にサンディエゴ・パドレスとマイナー契約を結んだ。傘下のAAA級ポートランド・ビーバーズで40試合に出場した。ここでは、メジャーに昇格する事は無かった。

### オリオールズ傘下時代
2011年1月28日にボルチモア・オリオールズとマイナー契約を結んだ。

### レンジャース傘下時代
2011年7月19日にザック・フィリップスと金銭のトレードでテキサス・レンジャースへ移籍した。

### マーリンズ時代
2011年12月13日にマイアミ・マーリンズとマイナー契約を結んだ。
2012年は、開幕を傘下のAAA級ニューオーリンズ・ゼファーズで迎えた。8月4日にエミリオ・ボニファシオがDL入りしたのに伴いメジャーに2年振りに昇格した。しかし、8月16日に自身もDL入りとなった。オフの10月17日にFAとなった。
2013年1月15日にマイナー契約を結び残留した。前年同様、開幕をAAA級ニューオーリンズで迎えた。4月18日にアデイニー・エチェバリアがDL入りしたのに伴ってメジャーに昇格した。5月2日にDFAとなった後、5日にAAA級ニューオーリンズに降格した。5月7日にドノバン・ソラーノのDL入りに伴ってメジャーに再昇格したが、5月29日に再びDFAとなった後、翌30日に傘下AAAに降格した。オフの10月2日にFAとなった。

## 詳細情報

### 年度別打撃成績
| 年 度     | 球 団     | 試 合 | 打 席 | 打 数 | 得 点 | 安 打 | 二 塁 打 | 三 塁 打 | 本 塁 打 | 塁 打 | 打 点 | 盗 塁 | 盗 塁 死 | 犠 打 | 犠 飛 | 四 球 | 敬 遠 | 死 球 | 三 振 | 併 殺 打 | 打 率 | 出 塁 率 | 長 打 率 | O P S |
| --------- | --------- | ----- | ----- | ----- | ----- | ----- | -------- | -------- | -------- | ----- | ----- | ----- | -------- | ----- | ----- | ----- | ----- | ----- | ----- | -------- | ----- | -------- | -------- | ----- |
| 2004      | ATL       | 95    | 290   | 264   | 40    | 72    | 15       | 3        | 3        | 102   | 26    | 1     | 2        | 8     | 2     | 12    | 1     | 4     | 63    | 0        | .273  | .312     | .386     | .698  |
| 2005      | TB        | 111   | 375   | 318   | 53    | 76    | 15       | 2        | 5        | 110   | 29    | 3     | 1        | 10    | 3     | 33    | 0     | 11    | 86    | 5        | .239  | .329     | .346     | .675  |
| 2006      | TB        | 17    | 45    | 39    | 4     | 3     | 0        | 0        | 0        | 3     | 0     | 0     | 3        | 0     | 0     | 6     | 0     | 0     | 11    | 2        | .077  | .200     | .077     | .277  |
| 2006      | NYY       | 46    | 82    | 75    | 8     | 18    | 5        | 0        | 2        | 29    | 4     | 1     | 1        | 1     | 0     | 5     | 0     | 1     | 29    | 0        | .240  | .296     | .387     | .683  |
| '06計     | NYY       | 63    | 127   | 114   | 12    | 21    | 5        | 0        | 2        | 32    | 4     | 1     | 4        | 1     | 0     | 11    | 0     | 1     | 40    | 2        | .184  | .262     | .281     | .543  |
| 2007      | SEA       | 6     | 7     | 7     | 0     | 0     | 0        | 0        | 0        | 0     | 0     | 0     | 0        | 0     | 0     | 0     | 0     | 0     | 3     | 0        | .000  | .000     | .000     | .000  |
| 2009      | BOS       | 104   | 309   | 276   | 35    | 65    | 18       | 0        | 6        | 101   | 35    | 1     | 4        | 2     | 3     | 20    | 1     | 8     | 69    | 10       | .236  | .303     | .366     | .669  |
| 2010      | LAD       | 5     | 9     | 8     | 0     | 1     | 0        | 0        | 0        | 1     | 1     | 0     | 0        | 0     | 0     | 0     | 0     | 1     | 2     | 0        | .125  | .222     | .125     | .347  |
| 2010      | TOR       | 9     | 14    | 13    | 2     | 2     | 0        | 0        | 0        | 2     | 1     | 0     | 0        | 0     | 0     | 1     | 0     | 0     | 3     | 0        | .154  | .214     | .154     | .368  |
| '10計     | TOR       | 14    | 23    | 21    | 2     | 3     | 0        | 0        | 0        | 3     | 2     | 0     | 0        | 0     | 0     | 1     | 0     | 1     | 5     | 0        | .143  | .217     | .143     | .360  |
| 2012      | MIA       | 7     | 24    | 23    | 1     | 4     | 3        | 0        | 0        | 7     | 1     | 0     | 0        | 0     | 0     | 0     | 0     | 1     | 6     | 0        | .174  | .208     | .304     | .512  |
| 2013      | MIA       | 18    | 65    | 55    | 4     | 13    | 2        | 0        | 1        | 18    | 6     | 0     | 0        | 2     | 2     | 3     | 0     | 3     | 14    | 1        | .236  | .302     | .327     | .629  |
| 通算：8年 | 通算：8年 | 418   | 1220  | 1078  | 147   | 254   | 58       | 5        | 17       | 373   | 103   | 6     | 11       | 23    | 10    | 80    | 2     | 29    | 286   | 18       | .236  | .303     | .346     | .649  |

### 年度別投手成績
| 年 度     | 球 団     | 登 板 | 先 発 | 完 投 | 完 封 | 無 四 球 | 勝 利 | 敗 戦 | セ 丨 ブ | ホ 丨 ル ド | 勝 率 | 打 者 | 投 球 回 | 被 安 打 | 被 本 塁 打 | 与 四 球 | 敬 遠 | 与 死 球 | 奪 三 振 | 暴 投 | ボ 丨 ク | 失 点 | 自 責 点 | 防 御 率 | W H I P |
| --------- | --------- | ----- | ----- | ----- | ----- | -------- | ----- | ----- | -------- | ----------- | ----- | ----- | -------- | -------- | ----------- | -------- | ----- | -------- | -------- | ----- | -------- | ----- | -------- | -------- | ------- |
| 2009      | BOS       | 1     | 0     | 0     | 0     | 0        | 0     | 0     | 0        | 0           | ----  | 9     | 2.0      | 0        | 0           | 3        | 0     | 0        | 0        | 0     | 0        | 0     | 0        | 0.00     | 1.50    |
| 通算：1年 | 通算：1年 | 1     | 0     | 0     | 0     | 0        | 0     | 0     | 0        | 0           | ----  | 9     | 2.0      | 0        | 0           | 3        | 0     | 0        | 0        | 0     | 0        | 0     | 0        | 0.00     | 1.50    |

### 背番号
- 20 (2004年)
- 18 (2005年 - 2006年途中)
- 17 (2006年途中 - 同年終了)
- 22 (2007年、2009年、2013年)
- 21 (2010年)
- 3 (2012年)